# توني هيو
توني هيو (بالإنجليزية: Tony Vaughan)‏ (11 أكتوبر 1975 بمانشستر في المملكة المتحدة - ) هو لاعب كرة قدم بريطاني في مركز الدفاع. لعب مع إيبسويتش تاون وستوكبورت كونتي وسكونثورب يونايتد وكارديف سيتي ومانشستر سيتي ونادي بارنسلي ونادي ماذرويل ونوتينغهام فورست وHucknall Town F.C. ‏ ونادي مانسفيلد تاون.

## وصلات خارجية
- توني هيو على موقع قاعدة بيانات كرة القدم.إي يو (الإنجليزية)
- توني هيو على موقع Soccerbase.com (لاعب) (الإنجليزية)
- توني هيو على موقع عالم كرة القدم.نت (الإنجليزية)